# Worobiewicze Wielkie
Worobiewicze Wielkie (biał. Вялікія Вераб’евічы, ros. Великие Веробьевичи) – agromiasteczko na Białorusi, w obwodzie grodzieńskim, w rejonie nowogródzkim, w sielsowiecie Worobiewicze Wielkie.
Znajduje się tu parafialna cerkiew prawosławna pw. św. Jerzego Zwycięzcy.
W dwudziestoleciu międzywojennym miejscowość leżała w Polsce, w województwie nowogródzkim, w powiecie nowogródzkim.